# Mitsuake Watanabe
Mitsuake Watanabe (Japón, 27 de diciembre de 1968) es un gimnasta artístico japonés, medallista de bronce mundial en 1983 en el concurso por equipos.

## 1983
En el Mundial de Budapest 1983 gana el bronce en el concurso por equipos, tras China (oro) y la Unión Soviética (plata), siendo sus compañeros de equipo Koji Gushiken, Koji Sotomura, Nobuyuki Kajitani, Noritoshi Hirata y Shinji Morisue.